# Lutocin
Lutocin è un comune rurale polacco del distretto di Żuromin, nel voivodato della Masovia.
Ricopre una superficie di 126,03 km² e nel 2004 contava 4 656 abitanti.